# A Sphere in the Heart of Silence
A Sphere In The Heart Of Silence (у преводу, Сфера у срцу тишине) води се као осми соло албум прослављеног америчког гитаристе и бившег члана Ред Хот Чили Пеперс, Џона Фрушантеа, иако су под њим потписани и Фрушанте и његов дугогодишњи сарадник и ученик, Џош Клингофер. Истовремено, ово је и пети у низу од "шест албума за шест месеци" које је Фрушанте објавио током 2004. године.

## Историја
Већина песама које су се нашле на овом албуму изведена је уживо на експерименталним перформансима које је Фрушанте одржавао у Лос Анђелесу и околини, од децембра 2003. до маја 2004. године. Оригинална верзија прве песме на албуму на једном од таквих перформанса трајала је око пола сата.

## Снимање
Албум је снимљен за само пет дана, од 9. до 11. априла 2004, у студију Mad Dog, те 14. и 15. априла исте године у престижним студијима Cello.

## Листа песама
Све песме на овом албуму компоновали су Џон Фрушанте и Џош Клингофер. Фрушанте је главни вокал на песмама 2, 3 и 7, те пратећи вокал на песми 6, док је Клингофер главни вокал на песмама 4 и 5, те пратећи вокал на песми 3.
1. "Sphere" – 8:29
2. "The Afterglow" – 5:19
3. "Walls" – 6:19
4. "Communique" – 6:55
5. "At Your Enemies" – 4:23
6. "Surrogate People" – 5:20
7. "My Life" – 1:35